# André Blomjous
Andreas Joseph Gulielmus Maria (André) Blomjous (Breda, 15 december 1943) is een voormalig Nederlands officier bij de Cavalerie. Met zijn 45-jarige militaire loopbaan is hij een van Nederlands langst dienende beroepsofficieren.

## Loopbaan
André Blomjous werd geboren in Breda. Hij begon zijn loopbaan bij de Koninklijke Militaire Academie (KMA), waarna hij in 1968 zijn studie afrondde en beëdigd werd tot tweede luitenant. In die eerste jaren van zijn loopbaan heeft hij verschillende functies volbracht bij de Cavalerie, onder meer als eskadroncommandant bij het 41 Tankbataljon, Regiment Huzaren Prins Alexander in Bergen-Hohne (Duitsland).
Na zijn studie Hogere Militaire Vorming op de Hogere Krijgsschool was hij als majoor werkzaam bij de Directie Materieel Koninklijke Landmacht (DMKL) en bij het Commando opleidingen van de Landmacht.
In 1985 was hij als luitenant-kolonel commandant van het 101 Tankbataljon. Van 1987 tot 1991 werkte hij in verschillende posten in Den Haag, laatst als sous-chef Materieelsdienstgoederen bij de DMKL in de rang van brigadegeneraal.
In 1994 werd hij benoemd tot assistent chef-Staf Inlichtingen bij het Supreme Headquarters Allied Powers in Europe (SHAPE) in Mons, België onder de rang van generaal-majoor. Twee jaar later werd hij benoemd tot plaatsvervangend bevelhebber der Landstrijdkrachten, tevens inspecteur van het Reserve Personeel.
In 1998 werd hij bevorderd tot luitenant-generaal en benoemd tot Nederlands vertegenwoordiger bij het Militaire Comité van de NAVO en van Militair Gedelegeerde bij de West-Europese Unie (WEU), alsmede sinds 1 maart 2000 Nederlands vertegenwoordiger van de Permanente Militaire Vertegenwoordiging bij de Europese Unie.
Op 1 november 2001 volgde zijn benoeming tot chef van het Militaire Huis van H.M. de Koningin en adjudant-generaal van de Koningin.
Voor zijn verdiensten voor militaire ruitersport werd Blomjous benoemd tot ambassadeur van de Stichting Militair Ruiterbewijs.
Blomjous is op 1 januari 2009 met pensioen gegaan en is opgevolgd door generaal-majoor der Cavalerie Henk Morsink. Blomjous werd op deze datum benoemd tot Harer Majesteits adjudant-generaal in buitengewone dienst; bovendien werd hem op 19 december 2008 door Hare Majesteit de Koningin het Erekruis in de Huisorde van Oranje uitgereikt.

## Onderscheidingen en overige medailles
- Officier in de Orde van Oranje-Nassau met de Zwaarden.
- Erekruis in de Huisorde van Oranje (t.g.v. zijn afscheid)
- Officierskruis XL.
- Huwelijksmedaille 2002.
- Landmachtmedaille.
- Vierdaagsekruis.
- Kruis van de Koninklijke Vereniging van Nederlandse Reserve-Officieren voor de Militaire Prestatietocht.
- Grootkruis in de 
* Orde van Verdienste van de Republiek Chili.
- Grootkruis in de Orde van het Zuiderkruis van Brazilië.
- Grootkruis Orde van de Witte Olifant van Thailand.
- Grootkruis in de Orde van de Kroonorde van België.
- Grootkruis in de Orde van Al-Istiqlal van Jordanië
- Grootkruis in de Orde van Verdienste van de Bondsrepubliek Duitsland (Grootkruis I. Klasse)
- Grootkruis in de Orde van Verdienste van Litouwen.
- Commandeur in de Orde van de Drie Sterren van Letland.
- Grootofficier in de Orde van Civiele en Militaire Verdienste van Adolf van Nassau van Luxemburg.
- Grootkruis in de Orde van het Kruis van Terra Mariana van Estland.
- Eremedaille Buitenlandse Bezoeken.
- Companion of the Order of Volta. Ghana.[bron?]